# Меру (місто)
Меру (англ. Meru) — місто в Кенії, адміністративний центр однойменної округи.

## Географія
Меру розташований у центрі країни на північно-східних схилах гори Кенія.

### Клімат
Місто знаходиться у зоні, котра характеризується кліматом тропічних саван. Найтепліший місяць — березень із середньою температурою 17.1 °C (62.8 °F). Найхолодніший місяць — липень, із середньою температурою 14.4 °С (57.9 °F).
| Клімат Меру             | Клімат Меру | Клімат Меру | Клімат Меру | Клімат Меру | Клімат Меру | Клімат Меру | Клімат Меру | Клімат Меру | Клімат Меру | Клімат Меру | Клімат Меру | Клімат Меру | Клімат Меру |
| Показник                | Січ.        | Лют.        | Бер.        | Квіт.       | Трав.       | Черв.       | Лип.        | Серп.       | Вер.        | Жовт.       | Лист.       | Груд.       | Рік         |
| Середня температура, °C | 15,9        | 16,6        | 17,1        | 17          | 16,2        | 14,9        | 14,4        | 14,6        | 15,8        | 16,8        | 16,1        | 15,7        | 15,9        |
| Норма опадів, мм        | 57.5        | 56.7        | 117.3       | 312.1       | 243.6       | 55.1        | 71.1        | 71          | 54.1        | 256.2       | 296.2       | 117.2       | 1708.1      |
| Днів з опадами          | 8,7         | 7,4         | 12          | 20,6        | 15,7        | 7,6         | 9,8         | 10,5        | 6,8         | 14,4        | 22,7        | 15,4        | 151,6       |
| Вологість повітря, %    | 67.4        | 67.2        | 68.1        | 74.9        | 73.1        | 72.1        | 74.3        | 71.8        | 64.1        | 65.2        | 74.3        | 71.7        | 70.4        |
| ----------------------- | ----------- | ----------- | ----------- | ----------- | ----------- | ----------- | ----------- | ----------- | ----------- | ----------- | ----------- | ----------- | ----------- |
| Джерело: Weatherbase    |             |             |             |             |             |             |             |             |             |             |             |             |             |